# محمد صدیق چکری
محمد صدیق چکری (انگلیسی: Mohammad Siddiq Chakari؛ زادهٔ ۱ ژانویهٔ ۱۹۶۲) سیاستمدار اهل افغانستان است. او در دولت‌های پیشین افغانستان، وزیر اطلاعات و فرهنگ، وزیر حج و اوقاف و مشاور حامد کرزی بود. او در سال ۲۰۰۹ پس از آن که به اختلاس متهم شد، افغانستان را ترک کرد و ژوئن ۲۰۲۲ به دعوت «کمیسیون تماس با شخصیت‌های افغان» که طالبان ایجاد کرد، به کابل بازگشت.
صدیق چکری متولد ۱۹۶۲ در روستای چکری ولسوالی خاک جبار ولایت کابل است. او در دهه ۸۰ میلادی، زمانی که جنگ در افغانستان علیه دولت وقت جمهوری دموکراتیک تحت حمایت شوروی گسترش یافت، ابتدا به حزب اتحاد اسلامی به رهبری عبدالرب رسول سیاف و سپس به حزب جمعیت اسلامی به رهبری برهان‌الدین ربانی پیوست. صدیق چکری مدتی معاون حزب جمعیت اسلامی بود و در دولت اسلامی افغانستان به رهبری صبغت‌الله مجددی و سپس برهان‌الدین ربانی، به وزارت اطلاعات و فرهنگ رسید.
پس از فروپاشی امارت اسلامی افغانستان در اواخر سال ۲۰۰۱ و در جمهوری اسلامی افغانستان به رهبری حامد کرزی، صدیق چکری ابتدا مشاور رئیس‌جمهوری و سپس وزیر حج و اوقاف افغانستان شد. در سال ۲۰۰۹، دادگاه عالی افغانستان او را متهم کرد که دست‌کم ۲۵۰ هزار دلار از پول متقاضیان حج، موجود در سازمان تحت مدیریت خود، را اختلاس کرده و از شرکت‌های پیمانکار برنامه‌ریزی سفر حج نیز رشوه گرفته‌است.